# 傑瑞德·K·歐尼爾
傑瑞德·基钦·「格里」·歐尼爾（Gerard Kitchen "Gerry" O'Neill、1927年2月6日—1992年4月27日）是一位美國物理學家與天文學家，曾經提出質量投射器的構想，並積極提倡太空殖民的概念。
傑瑞德·K·歐尼爾於1954年開始在普林斯頓大學研究高能粒子物理學，他在康乃爾大學獲得博士學位。兩年後，他發表粒子儲存環理論。這個理論讓物理實驗比以前不可能達到能量運作。1965年傑瑞德·K·歐尼爾在斯坦福大學進行第一次粒子束碰撞物理實驗。
傑瑞德·K·歐尼爾在普林斯頓大學教導物理，並對人類能夠在外太空生活的可能性產生了興趣。他研究並提出歐尼爾圓柱體的想法，也是太空殖民主題的第一篇論文。傑瑞德·K·歐尼爾於1976年第一次提出大規模質量投射器構想。他認為提取月球和小行星的礦產資源至關重要。他的著作《The High Frontier: Human Colonies in Space》啟發新一代太空探索。他於1992年死於白血病。

## 早年
1927年2月6日，傑瑞德·K·歐尼爾出生在紐約布魯克林，雙親為律師愛德華·杰拉德·歐尼爾及多蘿西·劉易斯·歐尼爾。高中時代，傑瑞德·K·歐尼爾在紐約就讀紐堡自由學院（Newburgh Free Academy），並曾編輯學校報紙，也在當地廣播電台擔任新聞播報員。他在1944年第二次世界大戰期間畢業，在他的17歲生日參加美國海軍。 傑瑞德·K·歐尼爾在美國海軍擔任雷達技師，也引發他對科學的興趣。
他於1946年退役後，傑瑞德·K·歐尼爾在斯沃斯莫爾學院學習物理和數學。不過他並沒有選擇太空科學為職業，而是選擇高能物理。1950年，他順利畢業。1954年，歐尼爾在康奈爾大學與原子能委員會獎學金的幫助下完成研究生學業，並獲得博士學位。
傑瑞德·K·歐尼爾在1950年6月與西爾維亞·特林頓結婚，他們育有一個兒子羅傑和兩個女兒珍妮特、埃莉諾，他們於1966年結束婚姻關係。
傑瑞德·K·歐尼爾最喜歡的休閒活動是飛行。1973年4月，他進行首次越野滑翔機飛行時認識雷娜特·塔莎·史蒂芬。他們之後結婚，生下一個兒子愛德華·歐尼爾。

## 高能物理研究

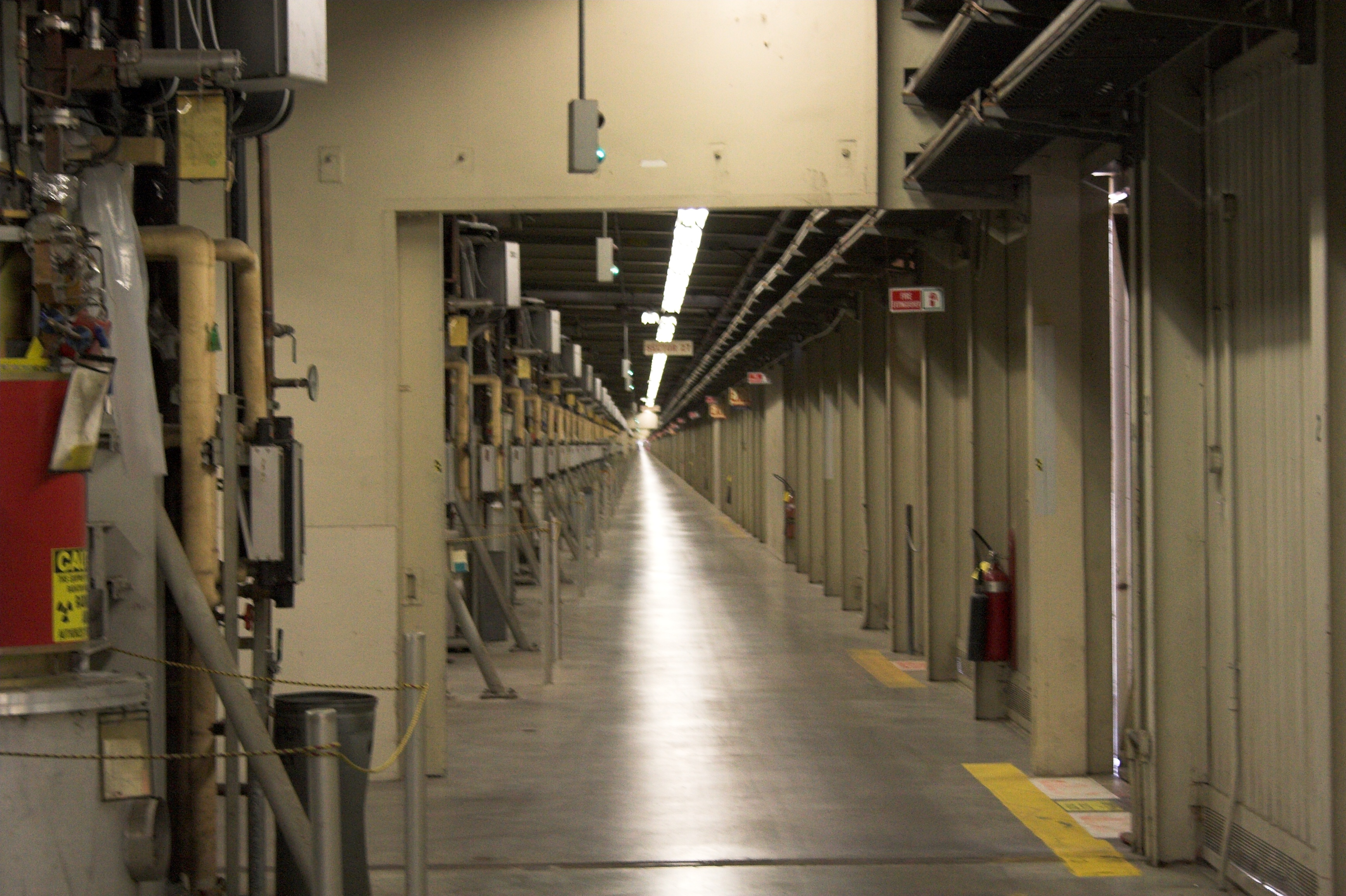
斯坦福大學粒子加速器隧道

傑瑞德·K·歐尼爾在康奈爾大學畢業後，擔任普林斯頓大學講師。他在那裡開始研究高能粒子物理。1956年，他發表一篇兩頁文章，認為粒子加速器產生的粒子理論上可以儲存在儲存環（Storage ring）幾秒鐘時間。該粒子可以被引導與其他粒子束碰撞，將增加粒子碰撞的能量。他的想法並沒有立即被物理學界所接受。
傑瑞德·K·歐尼爾在1956年成為普林斯頓大學助理教授，1959年晉升為副教授。他在1957年訪問斯坦福大學沃爾夫·岡·潘諾夫斯基（Wolfgang K. H. Panofsky）教授。這次會面使普林斯頓大學和斯坦福大學合作建立碰撞粒子束實驗（CBX）。粒子儲存環於1958年開始在斯坦福大學高能物理實驗室建造。1962年3月28日該設備完成。傑瑞德·K·歐尼爾在1965年成為物理學教授。
1979年，他與物理學家大衛·鄭撰寫教科書《基本粒子物理學導論》。他在1985年退休，但仍以名譽教授名義參與普林斯頓大學直到去世為止。

## 太空殖民地構想

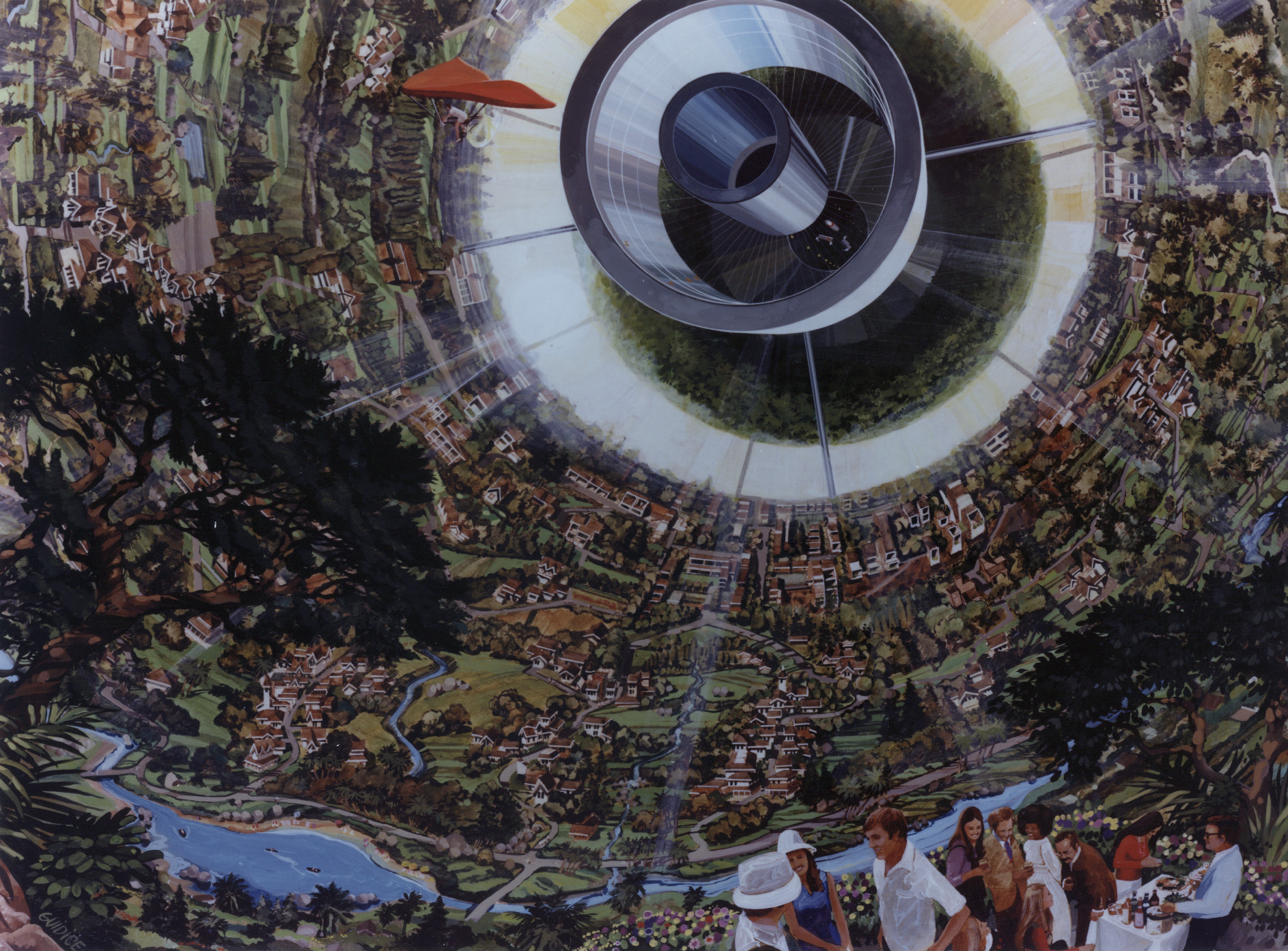
太空殖民地概念伯納爾球體

傑瑞德·K·歐尼爾在美國太空計劃，尤其是阿波羅計畫看到巨大潛力。他曾參加美國航空航天局太空人選拔，並通過美國航空航天局嚴格的心理和身體檢查。在此期間，他認識布莱恩·奥列里，並成為好朋友。布莱恩·奥列里後來被選為太空人，但傑瑞德·K·歐尼爾卻沒有。
傑瑞德·K·歐尼爾在1969年對太空殖民產生了興趣，當時他在普林斯頓大學任教大一物理。當時他的學生因為越南戰爭的爭議對科學越來越懷疑。他提出阿波羅計劃作為基礎物理學的應用來反駁。
他在1974年9月《今日物理》發表有關太空殖民地的論文。他在論文中認為建築太空殖民地將解決幾個重要問題：
理解太空殖民技術的巨大力量是非常重要的。如果夠快使用，如果使用在刀口上，至少五個目前世界面臨最嚴重的問題可以解決：提升每個人的生活水平、保護交通和工業污染所造成的生物圈破壞、尋找高品質生活空間、尋找乾淨實用能源、阻止地球過熱。
——傑瑞德·K·歐尼爾，太空殖民
1974年5月，傑瑞德·K·歐尼爾在普林斯頓大學為期兩天的會議中討論殖民外太空的可能性。本次會議由斯圖爾特·布蘭德的觀點基金會和普林斯頓大學協助，科學家埃里克·德雷克斯勒（當時是麻省理工學院一年級學生）、太空人喬·艾倫、弗里曼·戴森和科學記者沃爾特·沙利文皆出席會議。美國航空航天局代表也出席會議，並提出航天飛機發射成本估算。
1977年，傑瑞德·K·歐尼爾和妻子塔莎在普林斯頓大學創建非營利性組織太空研究所。太空研究所獲得私人捐助100,000美元當作初始資金，在1978年初開始支持太空製造和殖民技術基礎研究。

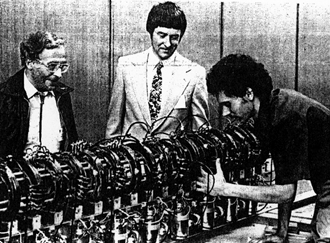
質量投射器一號

太空研究所也資助質量投射器開發，傑瑞德·K·歐尼爾在1974年首先提出這個概念。質量投射器是一種利用反覆改變的電磁場來讓物體加速並投射出去。歐尼爾計畫使用質量投射器從月球表面將棒球大小的礦石擲入太空。礦石一旦進入太空，可以當作建築太空殖民地和太陽能發電衛星的原料。傑瑞德·K·歐尼爾在麻省理工學院第一次建立質量投射器原型：質量投射器一號（Mass Driver 1）。質量投射器一號長2.5公尺，可以加速物體達33倍重力加速度（320公尺/秒）。經過進一步改良，該原型可以加速物體達1,800倍重力加速度（18,000公尺/秒），足以讓520英尺（160公尺）長的質量投射器發射建築材料離開月球表面。

## 逝世
傑瑞德·K·歐尼爾於1985年被確診為罹患白血病。他於1992年4月27日在加利福尼亞州紅木城紅杉醫院去世。他身後留下四個孩子。他的遺體焚燒後被安葬在太空中。裝有骨灰的小瓶子在1997年4月21日經由飛馬座XL火箭發射到地球軌道。它於2002年5月重新進入大氣層。
傑瑞德·K·歐尼爾領導的太空研究所繼續努力“直到人們在太空中生活和工作”。他去世後，太空研究所管理由他的兒子羅傑和同事弗里曼·戴森主掌。太空研究所每隔一年舉辦會議直到2001年為止。

## 影響
太空前沿基金會（Space Frontier Foundation）是致力於開放太空提供人類居住的組織，其創始人是傑瑞德·K·歐尼爾觀點的支持者，並與他在太空研究所工作。太空前沿基金會創始人之一Rick Tumlinson曾評論沃納·馮·布勞恩、傑瑞德·K·歐尼爾和卡爾·薩根這三個人的太空倡導模型。沃納·馮·布勞恩推動普通人可以自豪，但不參加的方案。卡爾·薩根想從遠處探索宇宙。傑瑞德·K·歐尼爾以太陽系殖民地計劃強調普通人集體離開地球。
國家太空協會（National Space Society）頒發傑瑞德·K·歐尼爾紀念獎給在太空殖民做出貢獻的個人。他們的貢獻包含科學方面、法律和教育層面。該獎項於2007年第一次授予企業家哈里森·施密特。

## 著作

### 書籍
- O'Neill, Gerard K. . New York: William Morrow & Company. 1977. ISBN 0-9622379-0-6.
- O'Neill, Gerard K. (ed.); O'Leary, Brian. . New York: American Institute of Aeronautics. 1977. ISBN 0-915928-21-3.
- Cheng, David C.; O'Neill, Gerard K. . Reading, Massachusetts: Addison-Wesley. 1979. ISBN 0-201-05463-9.
- O'Neill, Gerard K. . New York: Simon and Schuster. 1981. ISBN 0-671-44751-3.
- O'Neill, Gerard K. . New York: Simon and Schuster. 1983. ISBN 0-671-44766-1.

### 論文
- O'Neill, Gerard K. . Physical Review. 1954, 95 (5): 1235–1245. Bibcode:1954PhRv...95.1235O. doi:10.1103/PhysRev.95.1235.
- O'Neill, Gerard K. . Physical Review. April 1956, 102 (5): 1418. Bibcode:1956PhRv..102.1418O. doi:10.1103/PhysRev.102.1418.
- O'Neill, Gerard K. . Science. August 1963, 141 (3582): 679–686. Bibcode:1963Sci...141..679O. PMID 17752920. doi:10.1126/science.141.3582.679.
- O'Neill, Gerard K. . Science. May 1968, 160 (3830): 843–847. Bibcode:1968Sci...160..843O. PMID 17774392. doi:10.1126/science.160.3830.843.
- O'Neill, Gerard K. . Physics Today. September 1974, 27 (9): 32–40. Bibcode:1974PhT....27i..32O. doi:10.1063/1.3128863.
- O'Neill, Gerard K. . CoEvolution Quarterly. Fall 1975, (7): 6–9  [2008-08-18]. （原始内容存档于2009-07-16）.
- O'Neill, Gerard K. . Science. December 5, 1975, 190 (4218): 943–947. Bibcode:1975Sci...190..943O. doi:10.1126/science.190.4218.943.
- O'Neill, Gerard K. . Astronautics and Aeronautics. October 1976, 14: 20–28, 36. Bibcode:1976AsAer..14...20P.
- O'Neill, Gerard K. . Astronautics and Aeronautics. March 1978, 16 (3): 18–32. Bibcode:1978AsAer..16...18G.
- O'Neill, Gerard K.; Driggers, Gerald; O'Leary, Brian. . Astronautics and Aeronautics. October 1980, 18 (10): 46–51. Bibcode:1980AsAer..18...46G.
- O'Neill, Gerard K.; Kolm, Henry H. . Acta Astronautica. November 1980, 7 (11): 1229–1238. Bibcode:1980AcAau...7.1229O. doi:10.1016/0094-5765(80)90002-8.
- O'Neill, Gerard K. . Nature. 1981, 294 (25): 25. Bibcode:1981Natur.294...25O. doi:10.1038/294025a0.
- O'Neill, Gerard K. . Astronautics and Aeronautics. March 1981, 19 (3): 27–31.
- O'Neill, Gerard K. . Space manufacturing. 1981, 4: 97–104. OCLC 8112602.
- O'Neill, Gerard K. . AOPA Pilot. July 1982, 25 (1): 51–54, 59–63.
- O'Neill, Gerard K. . AOPA Pilot. September 1983, 26 (9): 53–57.
- O'Neill, Gerard K.; Maryniak, G. E. . Lunar Bases. 1988, 2: 185. Bibcode:1988LPICo.652..185O.

## 外部連結
- 傑瑞德·K·歐尼爾生平 （页面存档备份，存于）